# Olkholmen
Olkholmen är en ö i Finland. Den ligger i Finska viken och i kommunen Borgå i den ekonomiska regionen  Borgå i landskapet Nyland, i den södra delen av landet. Ön ligger omkring 55 kilometer öster om Helsingfors.
Öns area är 2,3 hektar och dess största längd är 230 meter i sydöst-nordvästlig riktning. Ön höjer sig omkring 15 meter över havsytan.